# Jackie McKeever
Jackie McKeever, all'anagrafe Jacquelyn L. McKeever (Bethlehem, 19 novembre 1930 – North Catasauqua, 27 giugno 2007), è stata un'attrice statunitense.

## Biografia
Figlia di Rollin McKeever e Arlene McKeever, Jackie McKeever crebbe a Catasauqua e si laureò nel 1953 alla Susquehanna University. Dopo aver studiato ulteriormente canto, recitazione e piano, McKeever cominciò a recitare in produzioni regionali di diversi musical, prima di fare il suo debutto a Broadway nel musical Oh Captain!, in cui interpretava Mrs Maud St. James; per la sua performance vinse il Theatre World Award e fu candidata al Tony Award alla miglior attrice non protagonista in un musical. Successivamente recitò in produzioni regionali del musical Show Boat nel ruolo della protagonista Magnolia, un ruolo che tornò a interpretare nel tour della costa Ovest (1960), Wesbury (1963) e Dallas (1963). Nel 1958 recitò accanto a Rosalind Russell nell'adattamento televisivo del musical Wonderful Town e nel 1963 tornò a recitare nel musical al City Center di New York, questa volta accanto a Kaye Ballard.

## Filmografia

### Televisione
- Look Up and Live - serie TV, 1 episodio (1954)
- Wonderful Town - film TV (1958)
- Look Up and Live - serie TV, 1 episodio (1959)
- Omnibus - serie TV, 1 episodio (1959)
- Bronco - serie TV, 1 episodio (1959)